# ده ملا نظر
ده ملا نظر، روستایی از توابع بخش مرکزی شهرستان هامون در استان سیستان و بلوچستان ایران است.

## جمعیت
این روستا در دهستان لوتک قرار دارد و براساس سرشماری مرکز آمار ایران در سال ۱۳۸۵، جمعیت آن ۱۹۱ نفر (۴۰خانوار) بوده‌است.